# Scottish Premier Division 1979/80
Die Scottish Football League Premier Division wurde 1979/80 zum fünften Mal ausgetragen. Es war zudem die 83. Austragung einer höchsten Fußball-Spielklasse innerhalb der Scottish Football League, in der der Schottische Meister ermittelt wurde. In der Saison 1979/80 traten 10 Vereine in insgesamt 36 Spieltagen gegeneinander an. Jedes Team spielte jeweils zweimal zu Hause und auswärts gegen jedes andere Team. Es galt die 2-Punkte-Regel. Bei Punktgleichheit zählte die Tordifferenz.
Der FC Aberdeen gewann zum 2. Mal in der Vereinsgeschichte nach 1955 die schottische Meisterschaft. Die Dons  qualifizierte sich damit als Meister für die folgende Europapokal der Landesmeister Saison-1980/81. Der Dritt- und Viertplatzierte, FC St. Mirren und Dundee United qualifizierten sich für den UEFA-Pokal. Als Pokalsieger qualifizierte sich Celtic Glasgow für den Europapokal der Pokalsieger. Der FC Dundee und Hibernian Edinburgh stiegen am Saisonende in die First Division ab. Mit 25 Treffern wurde Doug Somner vom FC St. Mirren Torschützenkönig.

## Vereine
| Verein              | Stadt      | Stadion           |
| ------------------- | ---------- | ----------------- |
| Celtic Glasgow      | Glasgow    | Celtic Park       |
| FC Aberdeen         | Aberdeen   | Pittodrie Stadium |
| FC Dundee           | Dundee     | Dens Park         |
| FC Kilmarnock       | Kilmarnock | Rugby Park        |
| FC St. Mirren       | Paisley    | Love Street       |
| Dundee United       | Dundee     | Tannadice Park    |
| Glasgow Rangers     | Glasgow    | Ibrox Park        |
| Greenock Morton     | Greenock   | Cappielow Park    |
| Hibernian Edinburgh | Edinburgh  | Easter Road       |
| Partick Thistle     | Glasgow    | Firhill Stadium   |

## Statistik

### Abschlusstabelle
| Pl. | Verein                  | Sp. | S  | U  | N  | Tore    | Diff. | Punkte |
| --- | ----------------------- | --- | -- | -- | -- | ------- | ----- | ------ |
| 1.  | FC Aberdeen             | 36  | 19 | 10 | 7  | 068:360 | +32   | 48:24  |
| 2.  | Celtic Glasgow (M)      | 36  | 18 | 11 | 7  | 061:380 | +23   | 47:25  |
| 3.  | FC St. Mirren           | 36  | 15 | 12 | 9  | 056:490 | +7    | 42:30  |
| 4.  | Dundee United           | 36  | 12 | 13 | 11 | 043:300 | +13   | 37:35  |
| 5.  | Glasgow Rangers (P) (L) | 36  | 15 | 7  | 14 | 050:460 | +4    | 37:35  |
| 6.  | Greenock Morton         | 36  | 14 | 8  | 14 | 051:460 | +5    | 36:36  |
| 7.  | Partick Thistle         | 36  | 11 | 14 | 11 | 043:470 | −4    | 36:36  |
| 8.  | FC Kilmarnock (N)       | 36  | 11 | 11 | 14 | 036:520 | −16   | 33:39  |
| 9.  | FC Dundee (N)           | 36  | 10 | 6  | 20 | 047:730 | −26   | 26:46  |
| 10. | Hibernian Edinburgh     | 36  | 6  | 6  | 24 | 029:670 | −38   | 18:54  |

Platzierungskriterien: 1. Punkte – 2. Tordifferenz – 3. geschossene Tore

| Saison 1979/80 |

| Zum Saisonende 1978/79 |                                   |
| (M)                    | Meister des Vorjahres             |
| (P)                    | Pokalsieger des Vorjahres         |
| (L)                    | Ligapokalsieger des Vorjahres     |
| (N)                    | Aufsteiger aus der First Division |

## Die Meistermannschaft des FC Aberdeen
(Berücksichtigt wurden alle Spieler die im Kader für die Saison 1979/80 standen.)
| 1. | FC Aberdeen |
|    | - Tor: Bobby Clark, Jim Leighton - Abwehr: Douglas Considine, Neale Cooper, Willie Garner, Stuart Kennedy, Alex McLeish, John McMaster, Willie Miller, Doug Rougvie - Mittelfeld: Ian Angus, Doug Bell, Willie Falconer, Joe Harper, John Hewitt, Gordon Strachan, Andy Watson - Angriff: Steve Archibald, Duncan Davidson, Drew Jarvie, Mark McGhee, Ian Scanlon - Trainer: Alex Ferguson |